# Réforme orthographique russe de 1918
 (mai 2024).
Si vous disposez d'ouvrages ou d'articles de référence ou si vous connaissez des sites web de qualité traitant du thème abordé ici, merci de compléter l'article en donnant les références utiles à sa vérifiabilité et en les liant à la section « Notes et références ».
La réforme orthographique russe de 1918 est une réforme orthographique de 1918 (une autre réforme aura lieu en 1956) visant à simplifier la lecture et l'écriture du russe et ainsi à en faciliter l'accès au peuple. Elle accompagne les campagnes d'alphabétisation massive organisées à cette époque par le nouveau pouvoir bolchevik. La réforme avait été préparée dès 1904 par une commission orthographique de l'Académie impériale des sciences présidée par l'académicien Alexis Chakhmatov, avec les linguistes Filipp Fortunatov et Jan Niecisław Baudouin de Courtenay. Elle avait été commencée par le gouvernement provisoire en mai 1917, sous l'autorité du prince Lvov, avec le linguiste Manuilov.
Cette réforme a consisté essentiellement en la suppression de quatre lettres : Ѣ, Ѳ, і et Ѵ.
Ces lettres étaient considérées comme des doublons inutiles, malgré leur intérêt étymologique :
- Ѣ a été remplacé par Е ;

- Ѳ transcrivait le thêta grec mais se prononçait « F » (dans l'API : \f\), comme dans Fiodor (Ѳёдоръ, devenu Фёдор, étymologie : Théodor). Cette lettre fut remplacée par Ф ;

- і fut remplacé par le i cyrillique и. Ainsi, міръ (le monde) et миръ (la paix) s'écrivent depuis 1918 tous deux мир ;

- Ѵ fut également remplacé par и et n'était utilisé que dans un seul mot ecclésiastique, мѵрра, la myrrhe.

Enfin, l'usage systématique du signe de dureté Ъ (« tvjordyj znak ») en fin de mot a été aboli. Ainsi, міръ (le monde) et миръ (la paix) s'écrivent depuis 1918 tous deux мир.